# Каркаринская ярмарка
Каркаринская ярмарка — летняя ярмарка, проводившаяся во второй половине XIX — начале XX веков на джайляу Каркара между Джаркентским и Пржевальским уездами (территория современного Кегенского района Алматинской области Казахстана).
На Каркаринскую ярмарку регулярно приезжали китайские, хивинские, бухарские, таджикские, туркменские, кыргызские и русские торговцы. Благодаря купцам из Российской империи в Семиречье поступали товары из Европы. Местное казахское население привозило на ярмарку скот и приобретало взамен продукты, одежду и бытовые предметы. Для приезжих торговцев был построен торговый дом.
В 1896 году товарооборот составил 382 тыс. рублей. Ярмарка прекратила своё существование в 1916 году после Каркаринского восстания.